# Schizocosa crassipalpata
Schizocosa crassipalpata là một loài nhện trong họ Lycosidae.
Loài này thuộc chi Schizocosa. Schizocosa crassipalpata được Carl Friedrich Roewer miêu tả năm 1951.